# Venta de la Jaquesa

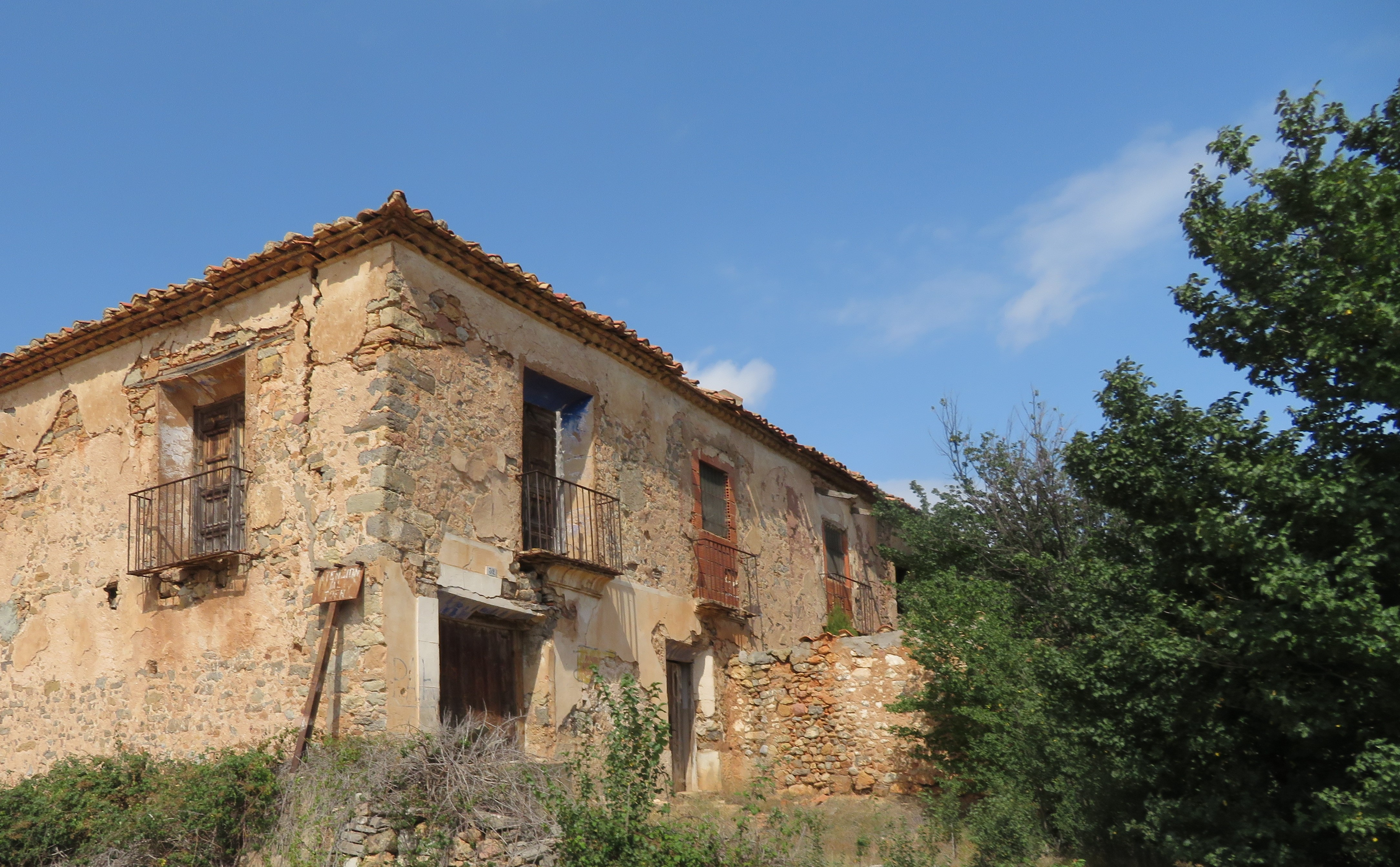
Caserío despoblado de la Venta de la Jaquesa.

Venta de la Jaquesa  es un despoblado del término municipal de Albentosa, en la comarca de Gúdar-Javalambre de la provincia de Teruel.

## Toponimia
En el siglo XVI ya se escribía La Iaquesa en textos locales en castellano. Por ejemplo La Iaquesa figura como una de las aldeas dependientes de Teruel en la compilación del Fuero de Teruel que Gil de Luna publicó en 1565. Actualmente el paraje donde quedan las antiguas edificaciones es conocido como La Jaquesa  o Venta de la Jaquesa.

## Geografía

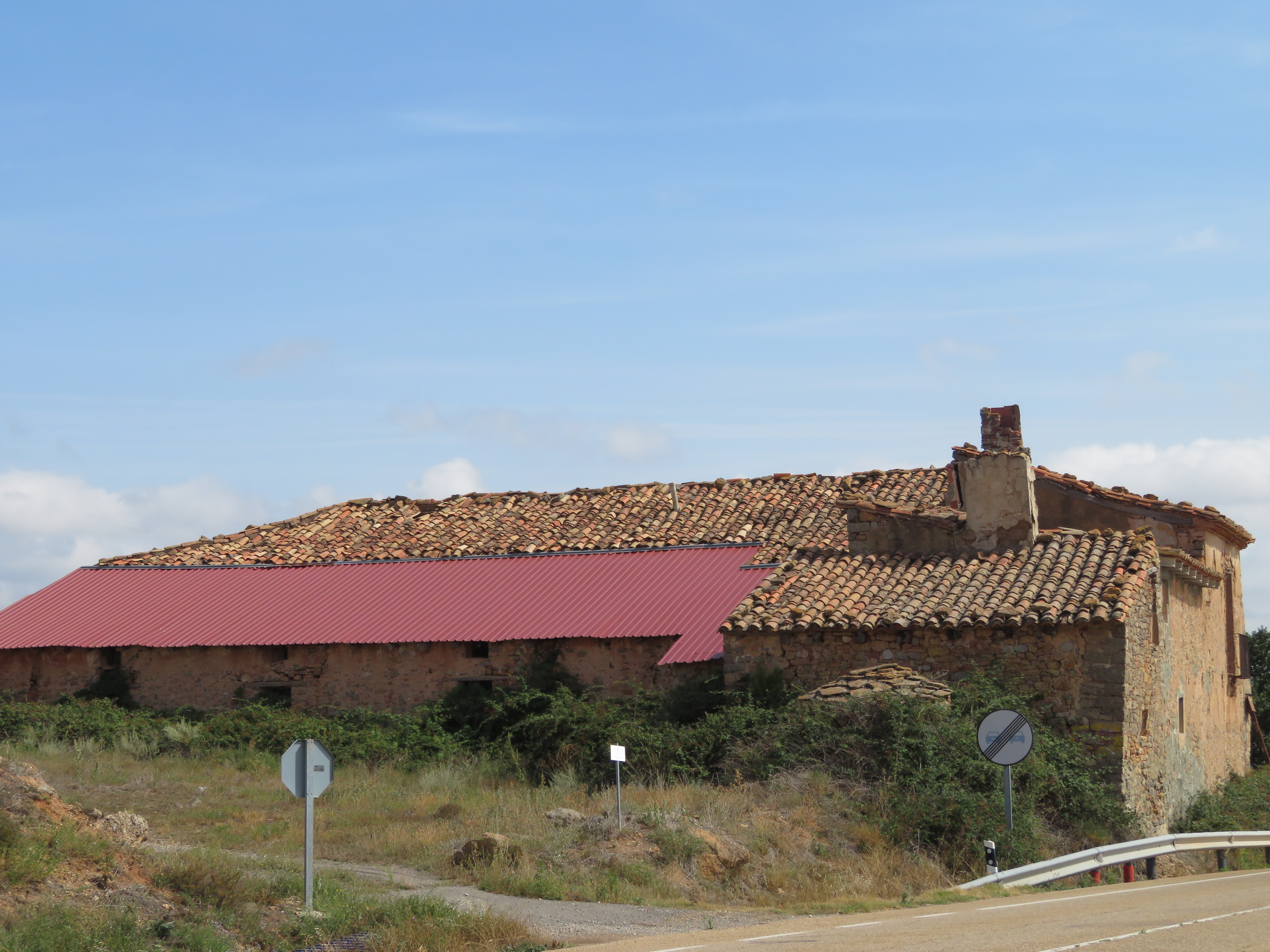
Parte del caserío de la Venta de la Jaquesa.

La Venta de la Jaquesa se ubica en la esquina sudeste del término de Albentosa, a mitad camino entre Fuen del Cepo y San Agustín y justo en el borde de la frontera municipal entre esta última localidad y Albentosa. A poco más de 2 km se halla la frontera del término municipal del Toro (Castellón) que lo separa de Barracas, también en la provincia de Castellón.
La actual partida de La Jaquesa  se encuentra atravesada por la carretera que comunica Teruel con Murviedro. También es atravesada por dos vías el ferrocarril, ubicándose un poco al sur de la Estación de Rubielos de Mora. Estas tres vías de comunicación atraviesan el Barranco de La Jaquesa o Rambla de La Jaquesa, curso temporal de agua de la cuenca del río Barruezo, afluente del Mijares .

## Historia
El 18 de febrero de 1360 se menciona como Jaccensis en un texto en latín sobre impuestos que se tenían que pagar por el ganado que salía de Aragón y entraba en el Reino de Valencia:

...et aliis animalibus descendentibus de regno Aragonum vel aliunde transitum facientibus per terminos castri del Poyo, sed etiam ab aliis omnibus ganatis et peccoribus et animalibus que transitum facient causa exivernandi vel intrantium in regno vel ad regnum Valencie, per terminos sive passus de Andilla, de Bexix, de Vistabella, de Barrachiis, Jaccensis, et alios terminos et passus quoscumque per quos possunt aut solitum est dicta ganata Aragonum vel aliunde ad dictum regnum Valentie dicta de vel alia per transire...

En el siglo XV dependía de la Sobrecollida de Montalbán. Fue una collida importante desde donde se controlaba la entrada y salida de mercancías y ganado entre los reinos de Aragón y Valencia. Se conservan tres manuscritos de la actividad de esta collida en los años de 1444-1445, 1445-1446 y 1446-1447, textos que muestran la terminología en aragonés de productos que el reino no producía y que tenía que importar desde otras tierras, por ejemplo pescado del mar Mediterráneo. Fue también un punto de introducción de productos exóticos de tierras lejanas a Aragón entre los que llaman la atención las menciones a turquesas y plumas, ventallos y huevos de avestruz.